# Laccophilus olsoufieffi
Laccophilus olsoufieffi är en skalbaggsart som beskrevs av Guignot 1937. Laccophilus olsoufieffi ingår i släktet Laccophilus och familjen dykare. Inga underarter finns listade i Catalogue of Life.